# Martine Daugreilh
Pour les articles homonymes, voir Daugreilh.
Martine Daugreilh, née le 11 septembre 1947 à Talence, est une femme politique et essayiste française.
Députée des Alpes-Maritimes sous la IXe législature de la Cinquième République, de 1988 à 1993, 1ère femme élue députée à Nice, elle est ensuite responsable du Centre universitaire méditerranéen.

## Biographie
Professeur d'histoire-géographie de formation, proche du maire de Nice Jacques Médecin, dont elle est d'abord la collaboratrice parlementaire, elle est élue en 1988 députée de la deuxième circonscription des Alpes-Maritimes sous l'étiquette Rassemblement pour la République (RPR) avec 63,61 % des voix au second tour face au socialiste Patrick Mottard (36,39 %). En octobre 1988, elle dépose avec quarante-deux de ses collègues, une proposition de loi visant à rétablir la peine de mort pour certains crimes.
Lors des élections régionales de 1992, elle décide de se présenter sur une liste différente de celle de son parti, mais cela s'avère être un échec. Sa liste divers droite intitulée « Sauvons Nice » et rassemblant des socioprofessionnels, ne recueille que 1,68 % des voix dans les Alpes-Maritimes et 3 % à Nice,. En 1993, elle ne se représente pas dans sa circonscription, laissant ainsi le champ libre à Christian Estrosi, désigné par L'Express comme étant son « ennemi intime ».
Elle fut secrétaire générale du cercle niçois du Club de l'horloge.
Elle dirige à la fin des années 2000 et jusqu'en 2012 le Centre universitaire méditerranéen à Nice, lieu d'échange culturel et intellectuel fondé en 1933 par Jean Médecin, dont Paul Valéry fut administrateur. Elle occupe le poste de directrice générale adjointe du développement culturel de la mairie de Nice.
En 2012, elle est faite chevalier des Arts et Lettres.

### Vie privée
Elle a été l'épouse de Jean-Pierre Daugreilh, un des membres du Groupement de recherche et d'études pour la civilisation européenne qui en avait déposé les statuts en 1969, devenu par la suite conseiller régional Front national de Provence-Alpes-Côte d'Azur.
Elle a un fils et une fille.

## Ouvrages
- Impératrices, artistes et cocottes : les femmes sur la Riviera à la Belle Époque, Nice, Gilletta, 2013, 236 p. (ISBN 978-2-35956-028-2).
- Les Oubliées de la victoire : les femmes pendant la guerre de 1914, Nice, Gilletta, 2015, 236 p. (ISBN 978-2-35956-052-7).